# رائول والدس
رائول والدس (اسپانیایی: Raúl Valdés‎؛ زادهٔ ۲۷ نوامبر ۱۹۷۷) بازیکن بیس‌بال اهل جمهوری دومینیکن است.
از باشگاه‌هایی که در آن بازی کرده‌است می‌توان به نیویورک یانکیز و سنت لوئیس کاردینالز اشاره کرد.
وی در مسابقات کشوری و بین‌المللی در مجموع برندهٔ ۱ مدال برنز شده‌است.